# Придворный манеж (Пушкин)
Придво́рный мане́ж — историческое здание в Пушкине. Построен в 1786 году, перестроен в 1819 году. Объект культурного наследия федерального значения. Расположен на Садовой улице, дом 16, на углу с Конюшенной улицей.

## История
Первым зданием манежа на нынешнем месте было деревянное, возведённое в середине XVIII в. по проекту С. И. Чевакинского. Каменное здание было построено в 1786—1788 гг. по проекту И. В. Неелова. Здание быстро обветшало. В. П. Стасов, которому был поручен ремонт, вместо этого запланировал полную перестройку, сохранив лишь часть стен и увеличив здание. Перестройка завершилась к ноябрю 1819 года, с сентября 1820 года Придворный манеж стал использоваться. Он предназначался для конных упражнений офицерами свиты и императорского конвоя, а также полками императорской гвардии, которые были расквартированы в Царском Селе.
После Октябрьской революции в манеже находился Народный театр (в нём, в частности, выступал Ф. И. Шаляпин), позднее находились механические мастерские, а с 1949 года — спортивный зал. В настоящее время продолжает принимать спортивные мероприятия. Реставрация производилась в 1951 и в 2010 году.

## Архитектура
Придворный манеж представляет собой протяжённое (более 50 метров) одноэтажное здание. В центре — дорический портик из 8 колонн, сгруппированных по две (он сохранился от постройки Неелова, хотя Стасов уменьшил высоту фронтона). На концах продольных фасадов расположены лоджии (сделанные Стасовым, при Неелове на их месте были портики из двух колонн; но в глубине лоджий также скрыты колонны). Окна после перестройки Стасова стали полуциркульными, лишёнными наличников. На торцевых фасадах были сделаны аттики, но они не сохранились. Фасады декорированы дорическим фризом с триглифами.